# Парашива
Парашива, Парамашива (санскр. परशिव IAST: paraśiva, санскр. परमशिव IAST: paramaśiva — «Сверх-Шива», "Шива в форме, выходящей за пределы") — в шиваизме и в близких шактийских школах (индусская тантра)  высший аспект Шивы, Абсолютная реальность. Это Шива как IAST: tat в махавакье IAST: tat tvam asi — «Ты Есть То», — недостижимый для сознания, безличностный, находящийся вне времени-пространства-формы — Сатчитананда-виграха (санскр. सच्चिदानंदविग्रह, IAST: saccidānandavigraha) — и недоступный описанию. Это то, что адвайта-веданта именует Ниргуна-брахманом (англ.) (Бескачественным Брахманом)— в отличие от Сагуна-брахмана (англ.), Проявленной Реальности, именуемой Парашакти (Парамашакти).

Как пишет в своей книге «Танец с Шивой. Современный катехизис индуизма» современный автор-шиваит  Шивая Субрамуниясвами:
Слиться с Ним в мистическом союзе — цель всех воплощенных душ, для которой они и живут на этой планете и которая придает глубочайший смысл их переживаниям. Достижение этого называется самореализацией или нирвикальпа-самадхи.